# Nanok Idraetslag
Nanok IL (celým názvem: Nanok Idraetslag) byl grónský fotbalový klub, který sídlil v osadě Qullissat. Založen byl v roce 1950. V roce 1960 se stal teprve třetím mistrem Grónska ve fotbale. Celostátního fotbalového turnaje se naposled zúčastnil v roce 1969.
V roce 1972 byla osada Qullissat opuštěna a tím zaniklo i jeho fotbalové mužstvo.

## Získané trofeje
Zdroj: 
- Angutit Inersimasut GM ( 1x )
  - 1959/60

## Umístění v jednotlivých sezonách
Zdroj: 
Legenda: Z - zápasy, V - výhry, R - remízy, P - porážky, VG - vstřelené góly, OG - obdržené góly, +/- - rozdíl skóre, B - body, zlaté podbarvení - 1. místo, stříbrné podbarvení - 2. místo, bronzové podbarvení - 3. místo, červené podbarvení - sestup, zelené podbarvení - postup, fialové podbarvení - reorganizace, změna skupiny či soutěže
| Grónsko (1954 – 1969) |                                       |        |     |     |     |     |     |     |     |     |        |
| Sezóny                | Liga                                  | Úroveň | Z   | V   | R   | P   | VG  | OG  | +/- | B   | Pozice |
| 1954/55               | Grønlandturneringen                   | 1      | ... | ... | ... | ... | ... | ... | ... | ... |        |
| ...                   |                                       |        |     |     |     |     |     |     |     |     |        |
| 1959/60               | Grønlandturneringen                   | 1      | ... | ... | ... | ... | ... | ... | ... | ... | 1.     |
| ...                   |                                       |        |     |     |     |     |     |     |     |     |        |
| 1963/64               | Grønlandturneringen                   | 1      | ... | ... | ... | ... | ... | ... | ... | ... | 2.     |
| ...                   |                                       |        |     |     |     |     |     |     |     |     |        |
| 1966/67               | Grønlandturneringen – sk. Diskobugten | 1      | 2   | 0   | 0   | 2   | 3   | 6   | -3  | 0   | 2.     |
| ...                   |                                       |        |     |     |     |     |     |     |     |     |        |
| 1969                  | Grønlandturneringen                   | 1      | ... | ... | ... | ... | ... | ... | ... | ... |        |

Poznámky k fázím grónského mistrovství
- 1954/55: Klub došel do čtvrtfinále národního mistrovství, kde podlehl mužstvu Nagdlunguaq-48 poměrem 2:3.
- 1959/60: Klub došel do finále národního mistrovství, kde zvítězil nad mužstvem Kissaviarsuk-33 neznámým poměrem a získal tak svůj první mistrovský titul.
- 1963/64: Klub došel do finále národního mistrovství, kde podlehl mužstvu Kissaviarsuk-33 poměrem 1:4.
- 1966/67: Klub skončil v první fázi turnaje na nepostupovém druhém místě ve skupině Diskobugten.
- 1969: Klub došel do semifinále národního mistrovství, kde podlehl mužstvu Tupilak-41 poměrem 3:5.